# Huawei P10
Le Huawei P10 est un haut de gamme smartphone produit et vendu par Huawei.